# گیدله
گیدله (به لاتین: Gidle) یک روستا در لهستان است که در گمینا گیدله واقع شده‌است. گیدله ۱٬۵۴۰ نفر جمعیت دارد.